# Chiradzulu

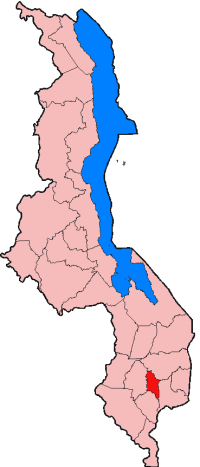
Distriktets placering i Malawi

Chiradzulu är ett av Malawis 28 distrikt och ligger i Southern Region. Huvudort är Chiradzulu.